# Anomalon pabloi
Anomalon pabloi är en stekelart som beskrevs av Ian D. Gauld och Bradshaw 1997. Anomalon pabloi ingår i släktet Anomalon och familjen brokparasitsteklar. Inga underarter finns listade i Catalogue of Life.